# Campeonato Mundial de Voleibol Masculino Sub-23 de 2015
La II edición del Campeonato Mundial de Voleibol Masculino Sub-23 se llevó a cabo en los Emiratos Árabes Unidos.

## Formato de torneo
El torneo contó con la participación de 12 selecciones: 2 países por confederación (CSV, NORCECA, CEV, CAVB y AVC), sumados al anfitrión del evento y al equipo mejor ubicado en el ranking oficial FIVB.

## Proceso de clasificación
| Confederación | Método de Clasificación                                      | Fecha                    | Lugar          | Cupos | Equipo                 |
| ------------- | ------------------------------------------------------------ | ------------------------ | -------------- | ----- | ---------------------- |
| FIVB          | Sede                                                         | 11 de noviembre de 2014  | Lausana        | 1     | Emiratos Árabes Unidos |
| CEV           | Ranking europeo Sub-20                                       | 18 de septiembre de 2014 | Luxemburgo     | 2     | Rusia Italia           |
| NORCECA       | Copa Panamericana de Voleibol Masculino Sub-23 de 2014       | 5 al 10 de octubre       | La Habana      | 2     | Cuba México            |
| CSV           | Campeonato Sudamericano de Voleibol Masculino Sub-23 de 2014 | 8 al 12 de octubre       | Saquarema      | 2     | Brasil Argentina       |
| CAVB          | Campeonato Africano de Voleibol Masculino Sub-23 de 2014     | 7 al 12 de noviembre     | Sharm el-Sheij | 2     | Túnez Egipto           |
| FIVB          | Ranking mundial                                              | diciembre de 2014        | Lausana        | 1     | Turquía                |
| AVC           | Campeonato Asiático de Voleibol Masculino Sub-23 de 2015     | 12 al 20 de mayo de 2015 | Naypyidaw      | 2     | Irán Corea del Sur     |

## Sedes
| Grupo A y Ronda final       | Grupo B                                      |
| --------------------------- | -------------------------------------------- |
| Dubái                       | Dubái                                        |
| Complejo Deportivo de Dubái | Complejo Deportivo Sheikh Rashid Bin Maktoum |
| Capacidad: 3,000            | Capacidad: 3,000                             |

## Fase de grupos

### Grupo A
|     |                        | Partidos | Partidos | Partidos |     | Sets | Sets | Sets  | Puntos | Puntos | Puntos |
| Pos | Equipo                 | PJ       | PG       | PP       | Pts | SG   | SP   | Ratio | PG     | PP     | Ratio  |
| --- | ---------------------- | -------- | -------- | -------- | --- | ---- | ---- | ----- | ------ | ------ | ------ |
| 1   | Cuba                   | 5        | 5        | 0        | 14  | 15   | 03   | 5.000 | 443    | 397    | 1.116  |
| 2   | Italia                 | 5        | 4        | 1        | 13  | 14   | 06   | 2.333 | 477    | 410    | 1.163  |
| 3   | Irán                   | 5        | 3        | 2        | 8   | 11   | 09   | 1.222 | 475    | 417    | 1.139  |
| 4   | Corea del Sur          | 5        | 2        | 3        | 6   | 08   | 10   | 0.800 | 405    | 412    | 0.983  |
| 5   | Egipto                 | 5        | 1        | 4        | 7   | 07   | 13   | 0.538 | 401    | 449    | 0.893  |
| 6   | Emiratos Árabes Unidos | 5        | 0        | 5        | 1   | 01   | 15   | 0.067 | 284    | 400    | 0.710  |

### Grupo B
|     |           | Partidos | Partidos | Partidos |     | Sets | Sets | Sets  | Puntos | Puntos | Puntos |
| Pos | Equipo    | PJ       | PG       | PP       | Pts | SG   | SP   | Ratio | PG     | PP     | Ratio  |
| --- | --------- | -------- | -------- | -------- | --- | ---- | ---- | ----- | ------ | ------ | ------ |
| 1   | Rusia     | 5        | 5        | 0        | 15  | 15   | 06   | 2.500 | 484    | 415    | 1.166  |
| 2   | Turquía   | 5        | 3        | 2        | 12  | 12   | 07   | 1.714 | 429    | 300    | 1.057  |
| 3   | Brasil    | 5        | 3        | 2        | 12  | 12   | 08   | 1.500 | 462    | 417    | 1.082  |
| 4   | Argentina | 5        | 3        | 2        | 12  | 12   | 10   | 1.200 | 483    | 464    | 1.041  |
| 5   | Túnez     | 5        | 1        | 4        | 7   | 03   | 12   | 0.583 | 399    | 439    | 0.909  |
| 6   | México    | 5        | 0        | 5        | 0   | 00   | 15   | 0.000 | 273    | 379    | 0.720  |